# Armazi

Armazi

Armazi var den högsta guden inom georgisk mytologi. 
Han avbildas ofta som en soldatklädd mångud. Han kallas även Khajlla, som enligt legenden betyder katt, detta för att han föddes ur den gamla kattmodern, religionens modergud. Armazi hade tre syskon, Hjulo, Klaj och Mjamala. Hjulo var havets gud, Klaj fruktbarhetens gud och Mjamala var dödsguden. Varje år hyllade man Armazi genom att offra 27 djur i helgedomen i Ajaria. Detta skulle göra Armazi nöjd och välsigna folket med månens kraft, som kallades Lazula.